# Andrée Blouin
Andrée Blouin   (Fort de Possel, 1 de desembre de 1919 - 20è districte de París, 9 d'abril de 1986) va ser una activista política, defensora dels drets humans i escriptora de la República Centreafricana.

## Biografia
Filla de Josephine Wouassimba, una noia banziri de catorze anys, i Pierre Gerbillat, un empresari colonial francès de quaranta anys, Andrée va néixer a Bessou, un poble de l'imperi colonial francès d'Ubangui-Chari.
Als tres anys d'edat, Andrée va ser apartada de la seva mare pel seu pare i la seva nova esposa Henriette Poussart, i internada a l'orfenat de les Sœurs de Saint-Joseph de Cluny per a noies mestisses a Brazzaville, al Congo Francès, on va patir negligència i maltractament. Aquest orfenat havia estat creat per a ocultar proves de les «formes llibertines» dels europeus (incloent el delicte de violació directa) i per a «protegir els infants de part blancs de viure en condicions africanes suposadament primitives».
Als 15 anys, les monges van pressionar-la perquè es casés. Va passar 14 anys a l'orfenat abans que ella i dues noies més fuguessin el 1938. A mesura que es va fer gran, va participar en altres formes de rebel·lió amb els seus amics, com assistir als cinemes exclusius per a blancs fins que la seva presència fos tolerada. A les botigues demanava articles en francès, però els botiguers deliberadament «responien en lingala o en kikongo per a humiliar-la», o demanava mantega, que era «impensable per a un africà de menjar-ne». Aquest fet es deu al fet que tenia la ciutadania francesa, però no tenia el «dret» real a utilitzar-ne l'idioma.
Després d'escapar de l'orfenat, Andrée es va traslladar amb la seva mare a Brazzaville i va començar a treballar com a modista. Mentre anava en un vaixell fluvial al riu Congo, Andrée va conèixer un aristòcrata belga anomenat Roger Serruys. Poc després, es va traslladar amb Serruys a Banningville, on va ser nomenat nou director de la Belgian Kasai Company. Frustrada per la seva insistència perquè la seva relació es mantingués en secret, Andrée va tornar a casa a Brazzaville embarassada de tres mesos. Va donar a llum la seva filla Rita en el seu 19è aniversari, el 16 de desembre de 1940.
Andrée va conèixer un francès local anomenat Charles Greutz, i van tenir un fill, René, el dia del seu 21è aniversari, el 16 de desembre de 1942. Als dos anys d'edat, René va emmalaltir de malària, però se li va negar la medicació amb quinina que salvava vides als hospitals locals perquè «l'administració colonial francesa va insistir» en que era «només per a europeus». Andrée «va suplicar» a l'alcalde que fes una excepció, però se li va negar, i al cap de poc va morir per complicacions relacionades amb la malaltia. Traumatitzada per l'experiència, Andrée va decidir que la seva filla Rita no creixeria a l'Àfrica colonial, i després de casar-se legalment amb Greutz, ella i la seva filla es van traslladar a França el 1946. Greutz es va quedar a Bangui per a treballar, mentre que ella i Rita van residir amb la família Greutz a la ciutat de Gebviller a Alsàcia.
Andrée va tornar a Bangui el 1948 i va saber que el seu marit estava amb una altra dona. Poc després va conèixer l'enginyer francès André Blouin, que treballava a l'oficina francesa de mines. Els dos es van enamorar i, després de divorciar-se, ella i André Blouin es van casar el 1952. La parella va tenir dos fills, un fill anomenat Patrick i una filla anomenada Sylviane.

### Activisme
Andrée Blouin va considerar la prematura mort del seu fill com la seva principal motivació per a iniciar-se en l'activisme polític. La mort del seu fill per malària es podria haver evitat amb la medicació adequada, tanmateix, a causa de la seva ascendència africana, se li va negar el tractament mèdic. Més concretament, com que Andreé Blouin va ser classificada com a metisse a causa de la seva mare africana i del seu pare europeu, també es va posar aquesta etiqueta al seu fill, cosa que li va impedir rebre el tractament per a la malària. El seu fill era ¾ de blanc i tant ella com el seu fill eren ciutadans francesos, però tots dos van ser tractats injustament a causa del seu color de pell. Aquesta experiència cruel i racista va ser un catalitzador per al seu activisme. Blouin va encetar una campanya contra la Llei de la quinina que prohibia a les persones d'ascendència africana a l'Àfrica equatorial francesa rebre la medicació adequada per a tractar la malària.
A la dècada de 1950, va deixar el seu marit i la seva filla per a viatjar a Guinea i donar suport al moviment independentista del país. Blouin es va unir a Ahmed Sékou Touré, el líder del Partit Democràtic de Guinea, en la lluita per la independència de França. Blouin va recórrer tot el país amb els membres del partit, «organitzant concentracions i pronunciant discursos a favor de la independència». L'any 1958, Guinea va ser l'únic territori francès en aconseguir la independència. A través del seu treball amb Touré, va conèixer altres activistes, com el primer ministre Kwame Nkrumah de Ghana i Félix Houphouet-Boigny, futur primer president de Costa d'Ivori.
Després de ser expulsada de Guinea pel president francès Charles de Gaulle pel seu activisme polític, va tornar a l'Àfrica central per a donar suport a les lluites independentistes i va organitzar i mobilitzar dones per al Parti Solidaire Africain (PSA), una organització del Congo Belga l'objectiu de la qual era alliberar Àfrica del domini colonial. Blouin va explicar com el maig de 1960 va inscriure 45.000 membres al PSA. Algunes de les seves reivindicacions van ser:
- Alfabetitzar totes les dones, sigui quina sigui l'edat
- Promoure hàbits de la salut i la higiene
- Combatre l'alcoholisme
- Treballar pels drets de les dones
- Treballar per a la protecció de la dona i dels infants abandonats
- Treballar pel progrés social d'Àfrica[10]

El moviment també va establir delegacions a les províncies i va empoderar les dones locals per assumir funcions de lideratge en el moviment. Aquell mateix any es va convertir en cap de protocol del govern de Patrice Lumumba, format després de la independència del Congo de Bèlgica el 1960. La seva posició consistia en «redactar discursos i servir d'enllaç diplomàtic amb els governs europeus durant la transició cap a la independència». Per això va treballar regularment amb Lumumba, Antoine Gizenga i Pierre Mulele a Leopoldville.
Blouin va treballar tan estretament amb Lumumba en el seu «cercle intern», que la premsa els va batejar com a «equip Lumum-Blouin». Els mitjans de comunicació colonials la van anomenar «una aventurera al servei del comunisme», i també es deia que ensenyava a les dones a «revoltar-se contra els seus marits». Molts articles rarament esmentaven que era «una oradora brillant» o la «portaveu més eloqüent del PSA». A causa de la seva experiència personal en el sistema colonial, va poder «discernir les maquinacions belgues i dels seus subordinats congolesos» i «apreciar l'impacte de gran abast del sistema educatiu colonial, particularment sobre les dones».
Quan l'«oposició congolesa va prendre les armes contra el dictador colpista Mobutu Sese Seko», Blouin va ser la seva «portaveu, primer des d'Alger i després des de Brazzaville, on el president algerià Ahmed Ben Bella la va enviar en una missió humanitària per ajudar els infants orfes a causa de la guerra». Per als diplomàtics i periodistes occidentals, la presència de Blouin significava que el Congo s'estava convertint en comunista. Quan Lumumba va ser assassinat, Blouin es va convertir en el principal objectiu. La seva filla Eve va explicar com la seva mare va ser condemnada a mort i es va veure obligada a exiliar-se del Congo.
El 1973, es va divorciar del seu marit i després va decidir instal·lar-se a París. A Europa, va continuar la seva tasca com a defensora de la igualtat de gènere i social, així com de la justícia econòmica als països africans.
Durant la seva vida, la seva militància va despertar recels al món occidental: el govern del president estatunidenc Dwight David Eisenhower i les autoritats belgues es van preocupar pels seus suposats vincles comunistes i The New York Times la va anomenar «defensora del nacionalisme africà extrem». No obstant això, Blouin es va descriure com una socialista compromesa amb el nacionalisme africà.
La filla de Blouin va explicar com la seva mare va ser condemnada a mort i es va veure obligada a fugir del Congo. Va viure exiliada a París, on després del seu divorci el 1973, es va convertir en l'acompanyant de «personatges de l'oposició i revolucionaris» africans que necessitaven un lloc on allotjar-se. Al final de la seva vida, li van diagnosticar un limfoma i «s'havia desanimat per l'opressió que va continuar fins i tot després de la fi del colonialisme». Va morir el 9 d'abril de 1986.
L'autobiografia de Blouin, My Country, Africa: Autobiography of a Black Pasionaria, es va publicar en anglès el 1983. Jean MacKellar va col·laborar amb Blouin i va completar entrevistes i l'edició del llibre. Amb tot, Blouin va rebutjar el llibre i va intentar demandar a MacKellar perquè en bloquegés la publicació atès que no estava satisfeta amb la presentació de la història en «termes sociopsicològics» en comptes de ser un «testament polític».